# Zgornje Gruškovje
Zgornje Gruškovje este o localitate din comuna Podlehnik, Slovenia, cu o populație de 117 locuitori.